# Clinozoïsita
La clinozoïsita és un mineral de la classe dels silicats, que pertany i dona nom al grup de la clinozoïsita. Rep el seu nom degut a la seva cristal·lització en el sistema monoclínic i la seva relació amb zoisita, la qual n'és el dimorf ortoròmbic. És l'anàleg mineral amb alumini de l'epidota, és a dir, en la clinozoisita un catió Al3+ reemplaça el lloc ocupat per un catió Fe3+ en l'epidota, formant una sèrie de solució sòlida contínua

## Característiques
La clinozoïsita és un sorosilicat de fórmula química Ca₂Al₃[Si₂O₇][SiO₄]O(OH). A més dels elements de la seva fórmula també pot contenir impureses de titani, ferro, manganès i magnesi. Cristal·litza en el sistema monoclínic en cristalls prismàtics, generalment allargats i estriats paral·lelament a [010]; grans que poden anar de gruixuts a prims i també ser fibrosos. La seva duresa a l'escala de Mohs és 7.
Segons la classificació de Nickel-Strunz, la clinozoïsita pertany a «09.B - Estructures de sorosilicats amb grups barrejats de SiO₄ i Si₂O₇; cations en coordinació octaèdrica [6] i major coordinació» juntament amb els següents minerals: al·lanita-(Ce), al·lanita-(La), al·lanita-(Y), dissakisita-(Ce), dol·laseïta-(Ce), epidota, epidota-(Pb), khristovita-(Ce), mukhinita, piemontita, piemontita-(Sr), manganiandrosita-(La), tawmawita, manganipiemontita-(Sr), ferrial·lanita-(Ce), clinozoisita-(Sr), manganiandrosita-(Ce), dissakisita-(La), vanadoandrosita-(Ce), uedaïta-(Ce), epidota-(Sr), al·lanita-(Nd), ferrial·lanita-(La), åskagenita-(Nd), zoisita, macfal·lita, sursassita, julgoldita-(Fe2+), okhotskita, pumpel·lyïta-(Fe2+), pumpel·lyïta-(Fe3+), pumpel·lyïta-(Mg), pumpel·lyïta-(Mn2+), shuiskita, julgoldita-(Fe3+), pumpel·lyïta-(Al), poppiïta, julgoldita-(Mg), ganomalita, rustumita, vesuvianita, wiluïta, manganovesuvianita, fluorvesuvianita, vyuntspakhkita-(Y), del·laïta, gatelita-(Ce) i västmanlandita-(Ce).

## Formació i jaciments
La clinozoisita es forma típicament en roques ígnies i metamòrfiques metamorfosades regionalment en un cert grau que va de baix a mitjà, i també en zones de contacte metamorfosades en sediments rics en calci; és un producte d'alteració de la plagiòclasi.
La clinozoisita ha estat trobada en tots els continents excepte l'Antàrtida. Les zones amb major nombre de jaciments són la meitat oest dels Estats Units i Europa central. A Espanya, s'ha trobat clinozoisita a Andalusia, les Canàries, Castella i Lleó, Extremadura, Galícia, Madrid i el País Valencià. A Catalunya ha estat descrita a la mina de coure de Sant Gervasi de Cassoles, a Collserola i al massís del Montnegre-Montseny, a La Batllòria (Barcelona); a Can Gat, a Viladrau, a la mina Roca del Turó, a Espinavell i a la mina Fra Joan, a Setcases (Girona).
Sol trobar-se associada amb altres minerals com: amfíbols, plagiòclasis i quars.